# Avgusta
Avgusta je žensko osebno ime.

## Izvor imena
Ime Avgusta izhaja iz latinskega imena Augusta, kar je ženska oblika latinskega moškega imena Augustus. S prvim nosilcem imena Augustus je povezan tudi naziv augusta, slovensko avgusta »naslov za ženo ali sorodnico rimskih cesarjev od cesarja Oktavijana naprej«.

## Različice imena
Avgustina, Gusta, Gusti, Gustika

## Pogostost imena
Po podatkih Statističnega urada Republike Slovenije je bilo na dan 31. decembra 2007 v Sloveniji število ženskih oseb z imenom Avgusta: 74.

## Osebni praznik
Osebe z imenom Avgusta godujejo skupaj z Avgusti 28. avgusta.